# 佐古田堂山古墳
佐古田堂山古墳（さこたどうざんこふん/さこだどうやまこふん）または坂古田古墳は、岡山県岡山市北区平山にある古墳。形状は前方後円墳。岡山県指定史跡に指定されている（指定名称は「坂古田古墳」）。

## 概要
岡山市西部に位置する丘陵の先端部に築造された大型前方後円墳である。墳形は前方後円形で、前方部を北方に向ける。墳丘は2段築成。葺石・埴輪の存在は明らかでなく、墳丘表面では須恵器が採集されるのみであるが、この須恵器も古墳との関連は明らかでない。後円部の周囲にはかつて古墳6基が存在しており、それらについては1961年（昭和36年）に発掘調査が実施されている。
この佐古田堂山古墳は、古墳時代中期の5世紀頃の築造と推定される。吉備地方の首長墓としては小盛山古墳（円墳としては全国第3位）に後続し、造山古墳（全国第4位の巨大古墳）に先行する首長墓と推測される。
古墳域は1959年（昭和34年）に岡山県指定史跡に指定されている。

## 墳丘
墳丘の規模は次の通り。
- 墳丘長：150メートル
- 後円部 - 2段築成。
  - 直径：88メートル
  - 高さ：12メートル
- 前方部 - 2段築成。
  - 長さ：70メートル

## 文化財

### 岡山県指定文化財
- 史跡
  - 坂古田古墳 - 1959年（昭和34年）3月27日指定[4]。